# 優哥真花介
優哥真花介（学名：Eucythere yugao）为真花介科真花介屬下的一个种。